# Agrostis dissitiflora
Agrostis dissitiflora é uma espécie de gramínea do gênero Agrostis, pertencente à família Poaceae.